# John Hawkes (acteur)
Pour les articles homonymes, voir John Hawkes.
John Hawkes est un acteur américain, né le 11 septembre 1959 à Alexandria (Minnesota) .

## Biographie
John Hawkes (nom de naissance : John Marvin Perkins) est né le 11 septembre 1959 à Alexandria, Minnesota. Il est le fils de Patricia Jeanne (née Olson) et John Peter "Pete" Perkins, un agriculteur qui cultivait du blé, du maïs, et élevait des porcs et des bovins.
Il a des origines anglaises, écossaises, suédoises, norvégiennes et danoises.
Il est diplômé de l'école secondaire Jefferson et a déménagé à Austin, Texas, où il a fait partie du groupe Meat Joy, avec Gretchen Phillips. Il a également été membre du groupe musical King Straggler avec ses compatriotes acteurs Rodney Eastman et Brentley Gore.

## Carrière
Il commence sa carrière au cinéma en 1985 dans le film Future-Kill de Ronald W. Moore. Deux ans plus tard, on le retrouve dans Murder Rap de Kliff Keuhl. L'année suivante, il est à l'affiche de plusieurs films : Mort à l'arrivée, Heartbreak Hotel, Toutes folles de lui, Dakota et It Takes Two.
En 1989, il joue dans Rosalie fait ses courses réalisé par Percy Adlon. L'année d'après, il trouve un rôle dans Never Leave Nevada de Steve Swartz.
Il fait ses premiers pas sur le petit écran en 1992 dans les séries Bienvenue en Alaska, Guerres privées et  Mann & Machine.
En 1993, il est présent dans deux films La Cité des monstres où il incarne un cowboy et Flesh and Bone avec Dennis Quaid, James Caan, Meg Ryan et Gwyneth Paltrow. Cette même année, il joue dans les séries Brisco County et Wings (jusqu'à l'année suivante).
En 1996, il retrouve Robert Rodríguez (après le téléfilm Roadracers sorti en 1994) pour un petit rôle dans le film Une nuit en enfer avec George Clooney et Quentin Tarantino (également co-scénariste). A la télévision il joue dans Millennium, Promised Land et Esprits rebelles.
En 1998, il est présent dans de nombreux films, dont Rush Hour de Brett Ratner, Souviens-toi... l'été dernier 2 de Danny Cannon, ou encore Méli-Mélo de Dean Parisot. Mais aussi sur le petit écran, où il apparaît dans Buffy contre les vampires, Le Damné, The Crow et Fantasy Island.
En 2000, il joue dans plusieurs épisodes de The Practice : Bobby Donnell et Associés et les longs métrages En pleine tempête réalisé par Wolfgang Petersen et Sand.
En 2003, il tourne sous la direction de James Mangold dans Identity (où sont présent(e)s John Cusack, Ray Liotta, Amanda Peet, Clea DuVall, Rebecca De Mornay et Alfred Molina). L'année d'après, il obtient un rôle dans la série Deadwood jusqu'en 2006.
Après cela, il joue dans Petits suicides entre amis de Goran Dukić et Miami Vice : Deux flics à Miami de Michael Mann. L'année suivante, il est présent dans American Gangster de Ridley Scott et un épisode des séries policières Les Experts et FBI : Portés disparus.
En 2009, après un passage dans Psych : Enquêteur malgré lui, il décroche un rôle régulier dans Kenny Powers. L'année d'après il joue dans plusieurs films Winter's Bone (qui révélera Jennifer Lawrence), On Holiday, Eve's Necklace, Small Town Saturday Night et Everything Will Happen Before You Die. Il tourne également dans quelques épisodes de Lost : Les Disparus.
En 2011, il est présent dans Contagion de Steven Soderbergh, Martha Marcy May Marlene de Sean Durkin (avec Elizabeth Olsen) et Higher Ground de Vera Farmiga. L'année suivante, il tourne dans le biopic Lincoln réalisé par Steven Spielberg, The Sessions de Ben Lewin et Arcadia d'Olivia Silver.
En 2015, il joue aux côtés d'Elle Fanning et Glenn Close dans Low Down, puis dans Everest de Baltasar Kormákur cette fois-ci aux côtés de Jason Clarke, Jake Gyllenhaal, Josh Brolin, Sam Worthington, Emily Watson, Martin Henderson et Elizabeth Debicki.
L'année suivante, il tourne avec Zooey Deschanel et le regretté Anton Yelchin dans Destins croisés de Zachary Sluser. En 2018, il est au casting des filmsThree Billboards : Les Panneaux de la vengeance de Martin McDonagh et Small Town Crime d'Eshom Nelms et Ian Nelms.
En 2019, il joue dans les films indépendants The Peanut Butter Falcon de Tyler Nilson et Michael Schwartz (avec Dakota Johnson et Shia LaBeouf), qui fait de la compétition lors du Festival du cinéma Américain de Deauville 2019 et End of Sentence d'Elfar Adalsteins (avec Logan Lerman et Sarah Bolger). Il est également présent dans la série de Nicolas Winding Refn Too Old to Die Young.

## Filmographie

### Cinéma
- 1985 : Future-Kill de Ronald W. Moore : L'homme léger
- 1987 : Murder Rap de Kliff Keuhl : Christopher / Wiseman
- 1988 : Mort à l'arrivée (D.O.A.) d'Annabel Jankel et Rocky Morton : Sloane
- 1988 : Heartbreak Hotel de Chris Columbus : M.C.
- 1988 : Toutes folles de lui (Johnny Be Good) de Bud S. Smith (en) : Livreur de pizza
- 1988 : Dakota de Fred Holmes : Rooster
- 1988 : It Takes Two de David Beaird : Un voleur
- 1989 : Rosalie fait ses courses (Rosalie Goes Shopping) de Percy Adlon : Schnucki Greenspace
- 1990 : Never Leave Nevada de Steve Swartz : Christo Chevalier
- 1991 : Scary Movie de Daniel Erickson : Warren
- 1993 : La Cité des monstres (Freaked) d'Alex Winter : Un cowboy
- 1993 : Flesh and Bone de Steven Kloves : Theodore, le groom
- 1995 : Congo de Frank Marshall : Bob Driscoll
- 1995 : La nuit de l'épouvantail (Night of the Scarecrow) de Jeff Burr : Danny
- 1996 : Une nuit en enfer (From Dusk till Dawn) de Robert Rodríguez : Pete Bottoms
- 1996 : Deep in the Heart de Stephen Purvis : Mac
- 1997 : L'Amour de ma vie ('Til There Was You) de Scott Winant : Gawayne
- 1997 : Le Damné (Playing God) d'Andy Wilson : Flick
- 1997 : Justicier d'acier (Steel) de Kenneth Johnson : Un agresseur
- 1998 : Rush Hour de Brett Ratner : Stucky
- 1998 : Souviens-toi... l'été dernier 2 (I Still Know What You Did Last Summer) de Danny Cannon : Dave
- 1998 : Méli-Mélo de Dean Parisot : Randy
- 1998 : Un privé à L.A. (Where's Marlowe?) de Daniel Pyne : Earl
- 1998 : Boogie Boy de Craig Hamann : T-Bone
- 1999 : Flic de haut vol (Blue Streak) de Les Mayfield : Eddie
- 1999 : A Slipping-Down Life de Toni Kalem : David Elliot
- 2000 : En pleine tempête (The Perfect Storm) de Wolfgang Petersen : Mike 'Bugsy' Moran
- 2000 : Sand de Matt Palmieri : Hardy
- 2001 : Hardball de Brian Robbins : Ticky Tobin
- 2003 : Identity de James Mangold : Larry
- 2003 : Buttleman de Francis Stokes : Harold Buttleman
- 2004 : Sweet Underground de Dorsay Alavi : Johnny
- 2005 : The Amateurs de Michael Traeger : Moe
- 2005 : Moi, toi et tous les autres (Me and You and Everyone We Know) de Miranda July : Richard Swersey
- 2006 : Petits suicides entre amis (Wristcutters : A Love Story) de Goran Dukić : Yan
- 2006 : Miami Vice : Deux flics à Miami (Miami Vice) de Michael Mann : Alonzo Stevens
- 2007 : American Gangster de Ridley Scott : Inspecteur Freddie Spearman
- 2008 : Miracle à Santa Anna (Miracle at St. Anna) de Spike Lee : Herb Redneck
- 2009 : Donnie Darko 2 : L'Héritage du sang (S. Darko : A Donnie Darko Tale) de Chris Fisher : Phil
- 2009 : Earthwork de Chris Ordal : Stan Herd
- 2010 : Winter's Bone de Debra Granik : Teardrop
- 2010 : On Holiday de Brian McGuire : Wild Bill
- 2010 : Eve's Necklace de Daniel Erickson : William (voix)
- 2010 : Small Town Saturday Night de Ryan Craig : Donnie Carson
- 2010 : Everything Will Happen Before You Die de Dan Finkel : Lane
- 2011 : Contagion de Steven Soderbergh : Roger
- 2011 : Martha Marcy May Marlene de Sean Durkin : Patrick
- 2011 : Higher Ground de Vera Farmiga : CW Walker
- 2012 : Lincoln de Steven Spielberg : Robert Latham
- 2012 : The Sessions de Ben Lewin : Mark
- 2012 : Arcadia d'Olivia Silver : Tom
- 2012 : The Playroom de Julia Dyer : Martin Cantwell
- 2014 : Life of Crime de Daniel Schechter : Louis Gara
- 2013 : The Pardon de Tom Anton : Finnon 'Arkie' Burke
- 2015 : Everest de Baltasar Kormákur : Doug Hansen
- 2015 : Too Late de Dennis Hauck : Samson
- 2015 : Low Down de Jeff Preiss : Joe Albany
- 2016 : Destins croisés (The Driftless Area) de Zachary Sluser : Shane
- 2017 : Three Billboards : Les Panneaux de la vengeance (Three Billboards Outside Ebbing, Missouri) de Martin McDonagh : Charlie Hayes
- 2017 : Small Town Crime d'Eshom Nelms et Ian Nelms : Mike Kendall
- 2018 : Unlovable de Suzi Yoonessi : Jim
- 2019 : The Peanut Butter Falcon de Tyler Nilson et Michael Schwartz : Duncan
- 2019 : End of Sentence d'Elfar Adalsteins : Frank Fogle

#### Courts métrages
- 1988 : Bar-B-Que Movie d'Alex Winter : Jerry
- 2001 : The Orange Orange de Natasha Maidoff : Romeo
- 2007 : Welcome de Kirsten Dunst : Bill
- 2008 : Dark Yellow de Glen Luchford : L'homme
- 2009 : Path Lights de Zachary Sluser : Bobby
- 2009 : Wasteland de Derek Sieg : Daniel
- 2009 : Tender as Hellfire de Jason Stone : French
- 2012 : The Bluegrass Brainwash Conspiracy d'Osmany Rodriguez et Matt Villines
- 2013 : Resurrection Slope d'Amara Zaragoza : John
- 2013 : The Sleepy Man d'Oona Mekas : Sleepy Man
- 2017 : You Will Be Loved de Todd Fjelsted : L'observateur d'oiseaux
- 2020 : Tomahawk d'Alex Goyette : Lui

### Télévision

#### Séries télévisées
- 1992 : Bienvenue en Alaska (Civil Wars) : Jason
- 1992 : Guerres privées (Northern Exposure) : Jim Montgomery
- 1992 : Mann & Machine : Tommy Chartraw
- 1993 : Brisco County : Assistant de Johnny Montana
- 1993 - 1994 : Wings : Mark
- 1995 : Les Anges du bonheur (Touched by an Angel) : Mason Cook
- 1995 : The Marshal : Elton
- 1995 : Planet Rules : Cecil Flood
- 1996 : Millennium : Mike Bardale
- 1996 : Promised Land : Jake
- 1996 : Esprits rebelles (Dangerous Minds) : Evan
- 1997 : Urgences (ER) : P.A.
- 1997 : Nash Bridges : Vaughn
- 1997 : Profit : Dr. Jeremy Batewell
- 1997 : Pacific Blue : Paul Brent
- 1997 : Une fille à scandales (The Naked Truth) : Duane Baldwin
- 1997 : Flic de mon cœur (The Big Easy) : Bill
- 1998 : Buffy contre les vampires (Buffy the Vampire Slayer) : George
- 1998 : Le Damné (Brimstone) : Frederick Wilcot 'Willy' Graver
- 1998 : The Crow : Jake Thompson
- 1998 : Fantasy Island : Arnie White
- 1999 : Le Flic de Shanghaï (Martial Law) : Jake Simms
- 1999 : X-Files : Aux frontières du réel (The X-Files) : Phillip Padgett
- 1999 : Les 7 mercenaires (The Magnificent Seven)
- 2000 : The Practice : Bobby Donnell et Associés (The Practice) : Stuart Donovan
- 2001 : 24 heures chrono (24) : Greg Penticoff
- 2001 : Strange Frequency : Auteur de chansons
- 2002 : Disparition (Taken) : Marty Erickson
- 2004 - 2006 : Deadwood : Sol Star
- 2007 : Les Experts (CSI : Crime Scene Investigation): Terry Wicker
- 2007 : FBI : Portés disparus (Without a Trace) : Terry Wicker
- 2008 : Monk : Matthew Teeger
- 2009 : Psych : Enquêteur malgré lui (Psych) : Rollins
- 2009 - 2010 / 2012 - 2013 : Kenny Powers : Dustin Powers
- 2010 : Lost : Les Disparus (Lost) : Lennon
- 2015 : Inside Amy Schumer : Juré n°8
- 2019 : Too Old to Die Young : Viggo
- 2024 : True Detective : Hank Prior

#### Téléfilms
- 1991 : Sweet Poison de Brian Grant : Jimmy
- 1991 : L'affaire Kate Willis (The Rape of Doctor Willis) de Lou Antonio : Mateson
- 1992 : Nails de John Flynn : Harvey Cassler
- 1994 : Roadracers de Robert Rodriguez : Nixer
- 1994 : Cool and the Crazy de Ralph Bakshi : Crazy
- 1994 : Dead Air de Fred Walton : Morton
- 1996 : Shaughnessy de Michael Ray Rhodes
- 1999 : Late Last Night de Steven Brill : Ponzo
- 1999 : Nathan Dixon de Michael Apted : Russell Keach
- 2001 : Sam's Circus de Robert Singer : Gunner
- 2012 : Gangsters (Outlaw Country) d'Adam Arkin et Michael Dinner : Tarzen Larkin
- 2014 : How and Why de Charlie Kaufman : Goodman Hesselman
- 2016 : Dr. Del de Katie Jacobs : Del Canyon
- 2019 : Deadwood : Le film (Deadwood) de Daniel Minahan : Sol Star

## Récompenses
- 2011 : Independent Spirit Awards : Meilleur acteur dans un seconde rôle pour Winter's Bone
- 2013 : Independent Spirit Awards : Meilleur acteur pour The Sessions

## Nominations
- 2012 : Independent Spirit Awards : Meilleur acteur dans un second rôle pour Martha Marcy May Marlene
- 2013 : Golden Globes : Golden Globe du meilleur acteur dans un film dramatique pour The Sessions
- 2013 : Critics' Choice Movie Awards : Critics' Choice Movie Award du meilleur acteur pour The Sessions

## Voix françaises
En France
| - Emmanuel Karsen dans : - Le Damné - Flic de haut vol - Miami Vice : Deux flics à Miami - Monk (série télévisée) - Everest - Patrick Osmond dans : - Deadwood (série télévisée) - Les Experts (série télévisée) - Donnie Darko 2 : L'Héritage du sang - Kenny Powers (série télévisée) - Vincent Ropion dans : - Hardball - Identity - Outlaw Country (téléfilm) - Inside Amy Schumer (série télévisée) - William Coryn dans : - Mort à l'arrivée - Low Down | Et aussi - Michel Lasorne dans Flesh and Bone - Patrick Borg dans Une nuit en enfer - Laurent Morteau dans Souviens-toi... l'été dernier 2 - Bruno Raina dans Buffy contre les vampires (série télévisée) - Stéphane Ronchewski dans X-Files : Aux frontières du réel (série télévisée) - Jacques Bouanich dans En pleine tempête - Éric Aubrahn dans The Practice : Donnell et Associés (série télévisée) - Philippe Dumond dans Disparition (mini-série) - David Krüger dans Lost : Les Disparus (série télévisée) - Didier Cherbuy dans FBI : Portés disparus (série télévisée) - Arnaud Bedouët dans Moi, toi et tous les autres - Jérôme Pauwels dans American Gangster - Patrick Laplace dans Psych : Enquêteur malgré lui (série télévisée) - Jean-Michel Fête dans Contagion - Joël Zaffarano dans Lincoln - David Pion dans The Sessions - Luc-Antoine Diquéro dans Three Billboards : Les Panneaux de la vengeance - Frédéric Popovic dans Too Old to Die Young (série télévisée) - Cédric Dumond dans True Detective (série télévisée) |